# Kachin Dha
Das Kachin Dha ist ein Schwert aus Burma.

## Beschreibung
Das Kachin Dha hat eine gerade, zweischneidige Klinge. Die Klinge wird vom Heft zum Ort breiter. Der Ort ist gerade abgeschnitten. Die Klinge ist glatt und hat keinen Mittelgrat und keinen Hohlschliff. Das Heft hat kein Parier. Es besteht in der Regel aus Holz und/oder Metall. Das Kachin Dha ist eine Version des Dha, die von der Ethnie der Kachin im heutigen Kachin-Staat entwickelt wurde. Das Heft und die Scheiden sind oft mit Einlegearbeiten oder durch Auflagen aus Silber und Gold verziert. Meist bestehen die Scheiden aus Holz und sind mit Rattan umwickelt. Sie werden in der Regel an einem Schulterband getragen und nicht am Gürtel. Die Konstruktion des Dha ist ungewöhnlich im Bezug auf das Längenverhältnis von Klingenlänge zur Heftlänge. Dadurch ist ein ein- oder zweihändiger Gebrauch möglich, wodurch sehr schnelle Hiebe möglich sind. Es gibt viele Versionen. Das Kachin Dha wird von Ethnien in Burma benutzt.